# Beduzzo
Beduzzo è una frazione del Comune di Corniglio, in provincia di Parma posta tra i 500 e i 600 m s.l.m. sul livello del mare. Si incontra procedendo dalla città di Parma verso sud, lungo la provinciale n. 665 che, costeggiando il torrente Parma, conduce a Corniglio (il Comune).
L'abitato è formato da diversi villaggi sparsi, sulla sinistra orografica del torrente, tra le montagne dell'Appennino, a pochi chilometri dal confine con la Toscana. Il suo fulcro è posto lungo la strada ed è infatti denominato “La Strada” nella topografia, mentre altrettante "località", villaggi e vari nuclei di case, si trovano sia a monte sia a valle della strada. Verso il torrente Parma si trovano: Mulino Vecchio, Case Moroni, la Crocetta, La Costa, Mulino Nuovo, La Palto (L'Appalto). Invece, verso monte: Case Pellinghelli, Torre, Tre Rii e Martano, La Chiastra, Case Bergoni, Cardale, Case Savani, Piazza Superiore, Case Marsigli (Cà di Casé), Mossale e Case Righelli. 
Il “vocabolario topografico dei ducati di Parma, Piacenza e Guastalla” di Lorenzo Molossi, che ne collegherebbe le origini con un antico “Vetutianum”, contava nel 1832 per Beduzzo 453 abitanti

## Storia
Beduzzo è nominato la prima volta il 10 maggio 879 in un diploma dell'imperatore Carlomanno, in cui è detto che donava al cappellano del vescovo parmense Viboldo un casale detto Curatico (da cui deriva l'omonimo paese) che confinava con un altro chiamato Beduzzo. La località è nominata pure nell'atto di vendita di molte terre poste nel Parmense e in un privilegio del re Lotario a Mainfredo, in cui gli sono confermati molti beni e corsi d'acqua fino alla Villa di Beduzzo. Già nel 1387 Beduzzo aveva il suo castello ed era detto castellanzia il suo territorio. È a quell'anno che risale la prima investitura feudale, quando l'imperatore Venceslao ricompensò i Terzi per i servigi resi, investendo con diploma, datato a Norimberga, Nicolò e Guido Terzi da Cornazzano del territorio di Beduzzo e del suo pievato. Ma il castello doveva esistere già da prima, poiché i Terzi per ottenere l'investitura dovettero dimostrare di possedere in quei luoghi terre fin dalla prima metà del XIII secolo.
Nel 1409 i Terzi perdettero Beduzzo insieme con altre terre e solo nel 1420, sotto il dominio del Duca di Milano, recuperarono Beduzzo tenendolo fino al 1448.
Alla morte di Filippo Maria Visconti, scoppiate guerriglie tra il Comune di Parma e alcune potenti famiglie locali, Pietro Maria Rossi occupò Beduzzo nel 1440. L'anno seguente ne ottenne la prima investitura da Francesco Sforza e una seconda nel 1470. Ribellatosi al Duca di Milano nel 1482, il Rossi venne cacciato dal Parmense e Beduzzo affidato a Pietro Francesco Visconti Conte di Saliceto, Consignore di Brignano e di Pagazzano (Bergamo), che già godeva del feudo di Corniglio, con Pugnetolo e Roccaferrara, dal Novembre 1484, con la morte del Visconti, venne ereditato dalla vedova, Eufrosina Barbavara. Dopo molte guerre e molti passaggi, la contea di Corniglio, con Beduzzo, passò a Galeazzo Pallavicino. Ma nel 1521 il conte Filippo Maria de' Rossi riacquistò Beduzzo, al quale succedette il conte Camillo. Sarà con il figlio naturale di quest'ultimo, Filippo Maria, che la signoria dei Rossi su Beduzzo vedrà la fine: incarcerato nel 1593 nelle prigioni della Rocchetta, Filippo Maria morirà senza eredi consegnando così il feudo di Beduzzo alla Camera Ducale di Parma. Perduta la sua funzione di sentinella armata del cornigliese, il castello di Beduzzo cominciò così a rovinare.

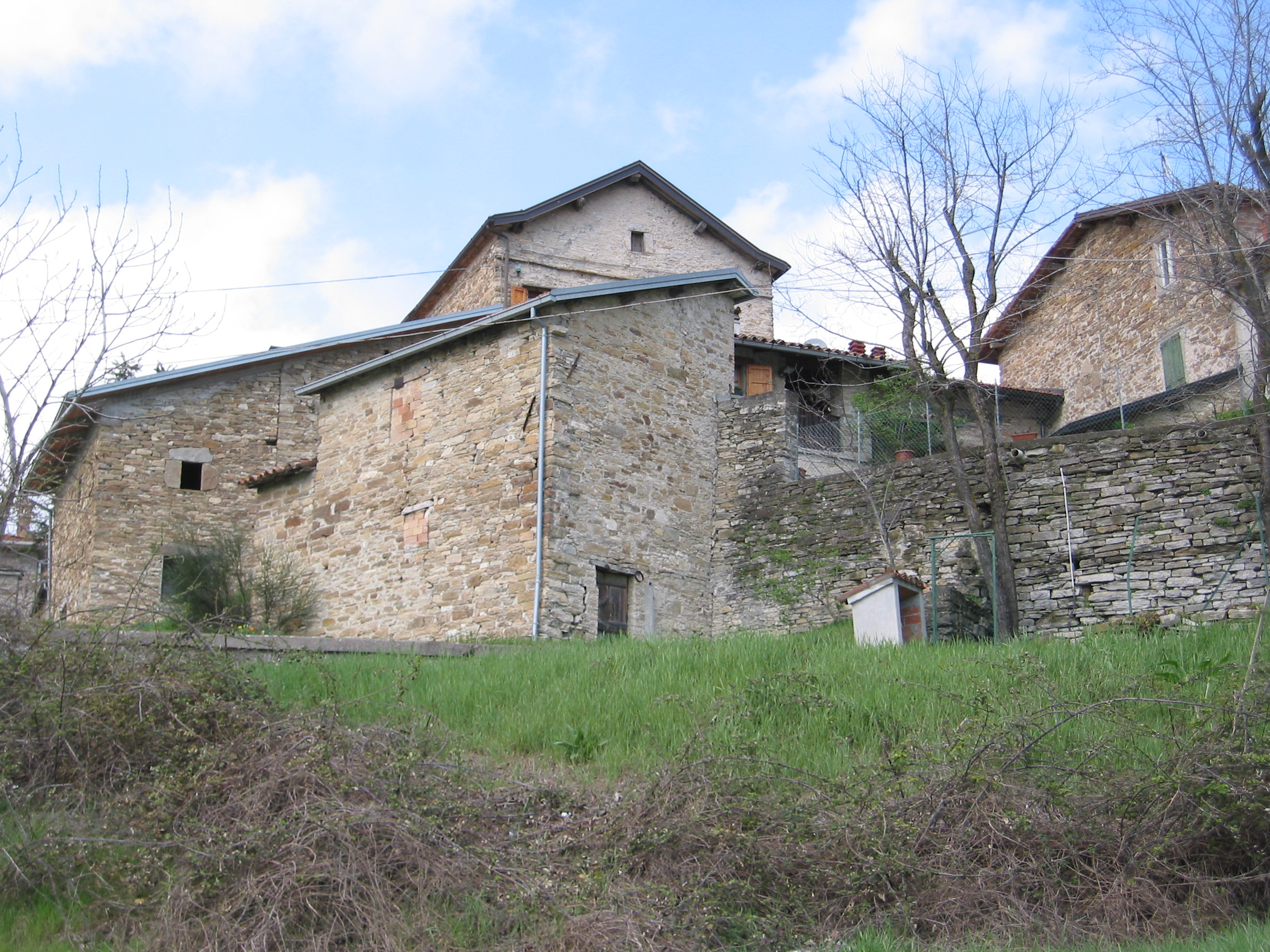
Case antiche in località La Chiastra

Il castello (forse in origine appartenente a un ramo cadetto dei Canossa, gli Attoni d'Antesica, poi passato in mano ai Terzi e infine ai Rossi) dominava la valle dal promontorio dove oggi, al suo posto, vi è la chiesa parrocchiale, costruita nel XVIII secolo. Il luogo di culto, dedicato a San Prospero, sorge col suo campanile (che conserva una campana del 1343) sopra una spianata delimitata verso valle da una scarpata ripida nascosta da fitta vegetazione, che sull'angolo rivela ancora la "scarpa" dell'imponente muro di cinta, non troppo dissimile da analoghi manufatti presenti in altri fortilizi dell'epoca situati nello stesso territorio. Un edificio posto davanti alla chiesa, e fatto costruire alla fine degli anni Cinquanta del Novecento da don Giulio, arciprete di Beduzzo, poggia le sue fondamenta, come testimoniano le sue cantine a volta, su quelle dell'antica torre, i cui resti furono abbattuti proprio per la costruzione dell'edificio, oggi affittato come casa di vacanza.
L'esistenza di questo castello è peraltro confermata anche da un affresco del castello di Torrechiara, dove la rocca di Beduzzo appare perfino dotata di mastio, ponte levatoio e ben due cinte murarie.
La parrocchiale precedente, citata in documentazione risalente al 1230, era posta probabilmente in località Mossale. A testimonianza di questo vi sarebbe il rinvenimento a metà del Novecento di alcune tombe durante i lavori di ristrutturazione delle case Jattoni, poste nella parte alta dell'abitato di Mossale, con sguardo diretto su quella che era la collina sul quale sorgeva il castello. La pieve venne in seguito ricostruita ai piedi del castello, in località "Ciesòla", e la prima testimonianza ufficiale è del Seicento (a fine Cinquecento la visita Castelli definiva la pieve originaria in pessime condizioni). La nuova chiesa forse ampliava una cappella già presente all'interno della fortificazione. L'affresco della camera d'oro del castello di Torrechiara mostra infatti una chiesetta addossata alla seconda cerchia muraria. Solo alla fine del Settecento, l'edificio, con dispensa vescovile, venne ricostruito sulla sommità della collina, utilizzando materiale di recupero della chiesa precedente e del castello.

## Monumenti e luoghi d'interesse

### Chiesa di San Prospero

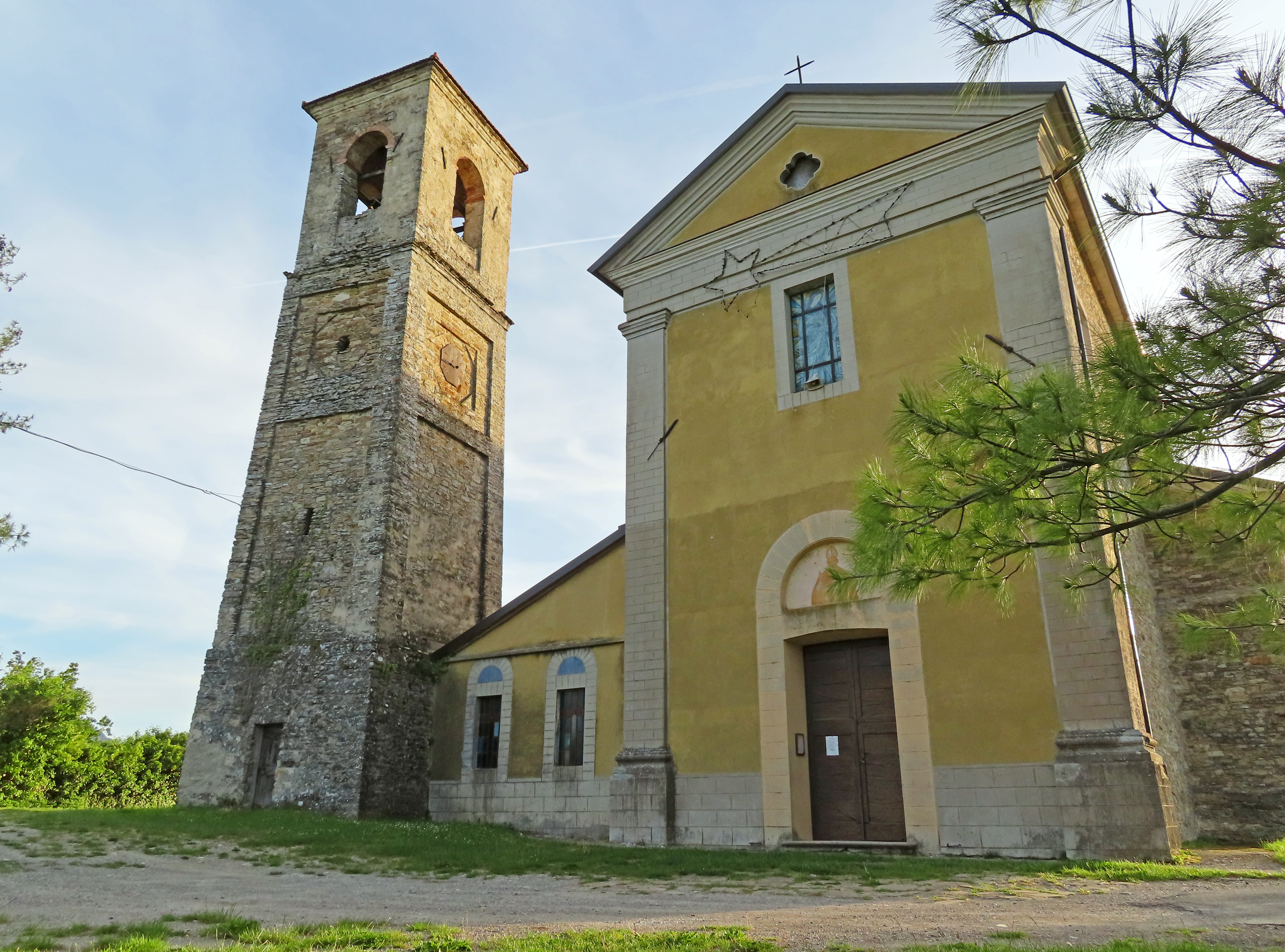
Chiesa di San Prospero

Costruita originariamente nei pressi dell'abitato di Mossale in località Cà di Casè, la pieve fu menzionata per la prima volta nel 1230; profondamente danneggiata forse da una frana, la struttura medievale fu abbandonata dopo il XVI secolo, spostando la sede parrocchiale nella cappella del vicino castello di Beduzzo, esistente almeno dal XV secolo. Demolita nel 1735, l'ex cappella del maniero fu ricostruita utilizzando le pietre del fortilizio in rovina e fu infine benedetta l'11 settembre 1783, mentre il campanile fu completato nel 1789; danneggiata da cedimenti del terreno, fu ristrutturata tra il 1893 e il 1894; decorata internamente tra il 1953 e il 1954, fu lesionata dai terremoti del 1983 e 2008 e consolidata strutturalmente in seguito a ciascun evento. L'edificio, caratterizzato dalla facciata neoclassica coronata da un frontone triangolare, è affiancata da un campanile in pietra, isolato dal tempio; gli interni, scanditi da lesene doriche, sono arricchiti da affreschi nelle cappelle laterali e nel presbiterio absidato.

### Castello di Beduzzo

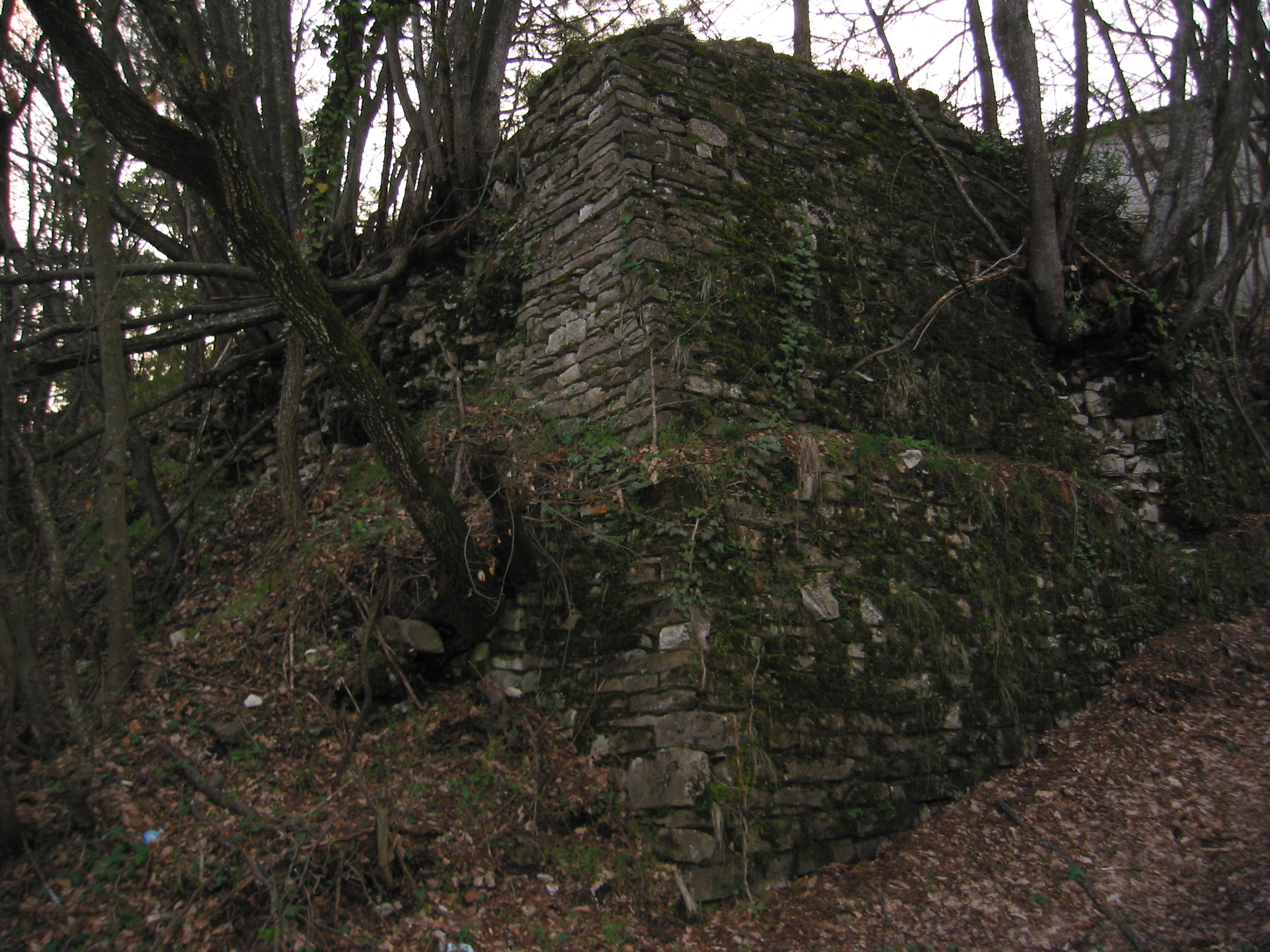
Contrafforte d'angolo del muro superstite del castello di Beduzzo

La data di costruzione della prima struttura fortilizia di Beduzzo è sconosciuta. Con ogni probabilità, la famiglia Terzi, feudataria del luogo, aveva riadattato o eretto ex novo nel XIV secolo un castello allo scopo di presidiare la zona. I Terzi, che erano stati investiti di questa parte della Val Parma dall'imperatore Venceslao I di Lussemburgo nel 1387, esercitarono la signoria su Beduzzo fino all'aprile del 1448, quando Pier Maria II de' Rossi invase il territorio con le sue truppe, conquistando il castello.
L'investitura su contado e rocca fu sancita al Rossi da Francesco Sforza e riconfermata nel 1470. A seguito della guerra fra i Rossi e Ludovico il Moro, che culminò nel 1483 nella definitiva sconfitta di Guido de' Rossi,  con conseguente confisca di tutte le rocche rossiane, il feudo venne assegnato ai Visconti di Saliceto, già signori di Berceto, e in seguito fu tenuto per breve tempo da Galeazzo Pallavicino. Poi, nel 1521, Filippo Maria de' Rossi, figlio di Guido, riuscì a riconquistare il territorio, dando vita alla linea cornigliese dei Rossi. Alla morte di Filippo, avvenuta nel 1529 il feudo passò al figlio Camillo e poi al nipote Filippo Maria che finì per essere incarcerato a Parma nel 1593, morendo senza eredi. L'anno seguente all'arresto di Filippo Maria il castello venne confiscato e passò definitivamente alla camera ducale di Parma. 
L'unica descrizione del castello a noi pervenuta si trova per via incidentale in un documento redatto dall'arciprete Giovan Battista de Uccelli nel 1691 in cui viene detto che la struttura aveva ben due cinte murarie. Don Uccelli scrive: "La chiesa di Beduzzo si trova posta dentro al primo circuito di muraglia che cinge la Torre grande, segno del castello; il secondo cinto di muraglia cinge la Torre grande comune della Contea".
Dopo aver perso la funzione di baluardo difensivo dell'Alta Val Parma posto a protezione del feudo di Corniglio, il castello cadde in rovina, su parte della sua fondazione venne costruita la nuova parrocchiale di San Prospero, avvenuta nel 1783. Parte della torre rimasta in piedi fino al Novecento venne abbattuta per costruire negli anni 50 una discutibile casa della gioventù dal parroco dell'epoca.
Attualmente, sono ancora visibili alcune parti della cerchia muraria più interna, compreso un massiccio contrafforte d'angolo. Poco distante, casa Jattoni Dall'Asén è ciò che resta di un'antica torre (forse d'avvistamento) costruita subito sotto la cerchia muraria più esterna del castello.

### Hospitale di Beduzzo
Sulla strada provinciale in direzione Corniglio, appena fuori dal paese, immediatamente sotto la via principale, verso il torrente Parma, si vede bene un edificio caratterizzato da un lungo loggiato: si tratta di un "hospitale" (ricovero per viandanti) risalente al basso medioevo. La val Parma era infatti percorsa da pellegrini diretti a sud che passavano in Toscana attraverso il vicino passo di Cirone. L'hospitale fu acquistato nel XV secolo dalla famiglia Botti di Langhirano che ne fecero la loro residenza privata. Ancora qualche decennio fa - prima delle spoliazioni ad opera degli ultimi proprietari - era possibile ammirare un camino con lo stemma della famiglia.

### Casa Jattoni
Casa Jattoni Dall'Asén, conosciuta anche come Ca' del Prete e anticamente come Casa Lozza o Loggia, è - con l'hospitale - l'edificio più antico di Beduzzo ancora visibile nella sua struttura più o meno originaria. Ubicata in località Case Bergoni, è probabilmente coeva al castello rossiniano, che risale al XV secolo (ma parte dell'edificio potrebbe essere stato edificato nel secolo precedente, all'epoca della prima struttura fortilizia dei Terzi e ai cui piedi è stata edificata). In origine la struttura aveva una pianta quadrata: si trattava infatti di una torre. Difficile stabilirne l'antica altezza, ma considerando i resti dell'attuale ultimo piano adibito a sottotetto, la torre non doveva essere inferiore ai 15 metri. L'ingresso principale, come era consuetudine all'epoca, si trovava a circa 4 metri di altezza e oggi è inglobato all'interno dell'edificio e riadattato a porta di comunicazione tra due ambienti. Nel piano semi-interrato è visibile una bella volta a botte in pietra, mentre al primo piano, perfettamente allineata con quello che era l'ingresso, si trova una porta in pietra serena scalpellata e oggi tamponata. 
Nel corso dei secoli all'impianto originale sono state aggiunte stanze e piani, trasformando così la torre in un'abitazione dalla pianta rettangolare. Per alcuni secoli è stata anche la residenza dell'arciprete di Beduzzo, grazie alla sua prossimità alla chiesa di San Prospero. 

### Oratorio di Sant'Antonio presso l'Hospitale
L'Oratorio di Sant'Antonio viene citato in un rogito del 1509 che lo indica edificato nei pressi dell'hospitale di Beduzzo, grande edificio dedicato al ricovero dei viandanti che percorrevano la via Francigena e ancora visibile in località oggi denominata Piazza Inferiore. Dopo quella data, dell'oratorio si perdono le tracce. 

### Oratorio della Natività della Beata Vergine della Volpe
Oratorio fondato nel IV secolo dalla famiglia dei Venturini di Costa Venturina, viene citato ufficialmente per la prima volta nella presentatio e collatio di don Guidone de Venturinis. Secondo i documenti conservati nell'Archivio Vescovile di Parma, l'Oratorio chiamato anche de Sancta Maria ad fontana de sculpta volpe, e il cui beneficio a volte è detto de Sancta Maria de Solena, si trovava a poca distanza dal castello e dalla chiesa annessa alla fortificazione che divenne in seguito la nuova pieve di Beduzzo. Nella visita pastorale di Monsignor Turchi nel 1789 l'Oratorio risultava essere già in rovina. Nell'inventario redatto dall'Arciprete Galeazzi nel 1820 circa viene chiaramente detto che l'Oratorio si trovava "sotto chiesa plebana". In quell'anno lo jus patronato appare essere ancora della famiglia dei Venturini, ma nel 1848 viene decisa l'alienazione della maggior parte dei terreni legati al Beneficio della Madonna della Volpe, rimasto ormai senza oratorio e patronato.

### Oratorio di San Matteo Apostolo
Questo Oratorio appare citato per la prima volta nel 1682 quando un documento conservato all'Archivio Vescovile di Parma ne attesta l'avvenuta benedizione e consacrazione. Fondato dal tenente Matteo Botti, la cui famiglia è proprietaria già dal XV secolo dell'ex hospitale di Beduzzo. In un altro documento conservato all'Archivio, datato 1833, appare ancora in uso e lo jus patronato è di Pietro Botti. In una mappa catastale dei primi anni del XIX secolo se ne individua la presenza adiacente all'hospitale e a ridosso dell'attuale strada provinciale (di fatto, nel luogo dove venne costruita una pompa di benzina ora non più in uso). Nello Stato della chiesa di Beduzzo del 1844 l'oratorio risulta essere già diroccato.

### Beneficio di San Cataldo o San Gottardo
La prima testimonianza del beneficio di San Cataldo, collegato all'altare maggiore della chiesa plebana di Beduzzo, è nell'estimo delle terre di Beduzzo del 1562, quando vengono annoverate terre i cui proventi lo sostengono. In quegli anni nelle carte dell'Archivio del vescovado il nome è spesso confuso con quello di San Gottardo. La prima testimonianza di questo beneficio nell'Archivio vescovile è del 1586 quando appare sotto il nome di San Cataldo. Nel 1613 Giovanni dei Jattoni, console di Beduzzo a cavallo del XVI e del XVII secolo, ne amplia la dotazione dei terreni - necessari per pagare lo stipendio del prete chiamato a officiare le messe annuali -, acquisendo per sé "e per tutta la mia casa" (come si legge in un documento conservato all'Archivio Vescovile) lo jus patronato. L'anno successivo, la famiglia Jattoni sceglie di presentare al Vescovo come titolare del beneficio il figlio di Giovanni, don Paolo Jattoni, parroco di Paradigna, che sarà rettore del Beneficio fino alla sua morte, avvenuta nel 1629, anno in cui gli eredi di Lucio Amante Jattoni presenteranno un nuovo rettore, don Giovanni Papi, morto nel 1695. Nel 1732 una diatriba tra due rami della famiglia costringe il vescovado a intervenire per legittimare il nuovo rettore, don Giulio Raschi, nominato dal ramo di Fornovo dei Jattoni (che in seguito cambieranno nome in Ottoni). Infine, nel 1820, l'arciprete di Beduzzo, don Galeazzi, dichiarando di non avere più documentazione che attesti lo jus patronato del Beneficio, denominato ora di San Gottardo, lo rivendica per sé e incamera tutti i terreni nelle proprietà della parrocchia di Beduzzo.

## Economia
La zona di Beduzzo ospita diversi stabilimenti per la preparazione e stagionatura del prosciutto crudo di Parma.
Il 4 novembre 2013 il Sindaco di Corniglio unitamente al prefetto di Parma ed al sindaco di Fornovo hanno conferito il cavalierato del lavoro all'imprenditore di Beduzzo Giacomo Magri.

## Geografia antropica
Tre Rii è una delle località di Beduzzo, posta verso monte rispetto al nucleo di tale paese, sulla provinciale. L'altitudine è circa 530 m s.l.m., gli abitanti sono una cinquantina. È un agglomerato di case su una strada rotabile di recente completamento che porta da Beduzzo al crinale montuoso, scendendo poi sull'altro lato e giungendo alla località di Fragno e di Calestano. Un tempo borgo agricolo, ospita ancora poche famiglie, con occupazioni prevalentemente diverse dall'agricoltura e una trattoria.
Gli edifici non ristrutturati sono in pietra a vista, alcuni di essi ancora con tetto in lastre di pietra, tuttavia abbandonati e in parziale rovina. È ancora riconoscibile un nucleo verosimilmente più antico, con case che lasciano intravedere piccole finestre tamponate, o aperture simili a feritoie, con stretti vicoli. Su alcune vecchie architravi in pietra appaiono dei millesimi, 1688 e 1714 e alcuni segni geometrici, del tipo di quelli presenti spesso su edifici del Cinque-Seicento nell'Appennino.
Mossale è altro borgo posto verso monte, nel versante che guarda Corniglio. Probabilmente qui si trovava l'antica pieve medievale, se fosse confermata la notizia che, durante alcuni lavori a metà del Novecento, nei luoghi dove sorgevano le case Jattoni, vennero alla luce antiche tombe.